# جارود باترسون
جارود باترسون (بالإنجليزية: Jarrod Patterson)‏ هو لاعب كرة قاعدة أمريكي، ولد في 7 سبتمبر 1973 في مونتغومري في الولايات المتحدة.

## وصلات خارجية
- جارود باترسون على موقع دوري كرة القاعدة الرئيسي (الإنجليزية)
- جارود باترسون على موقعبيزبول رفرنس.كوم (الدوري الرئيسي) (الإنجليزية)
- جارود باترسون على موقعبيزبول رفرنس.كوم (الدوري الثانوي) (الإنجليزية)